# Französische U20-Eishockeynationalmannschaft
Die französische U20-Eishockeynationalmannschaft vertritt den Eishockeyverband Frankreichs im Eishockey in der U20-Junioren-Leistungsstufe bei internationalen Wettbewerben. Sie spielt bei Weltmeisterschaften überwiegend in der zweithöchsten Leistungsstufe (früher B-Weltmeisterschaft, seit 2001 Division I). Lediglich bei der Weltmeisterschaft 2002 spielten die Franzosen in der Top-Division.

## Geschichte

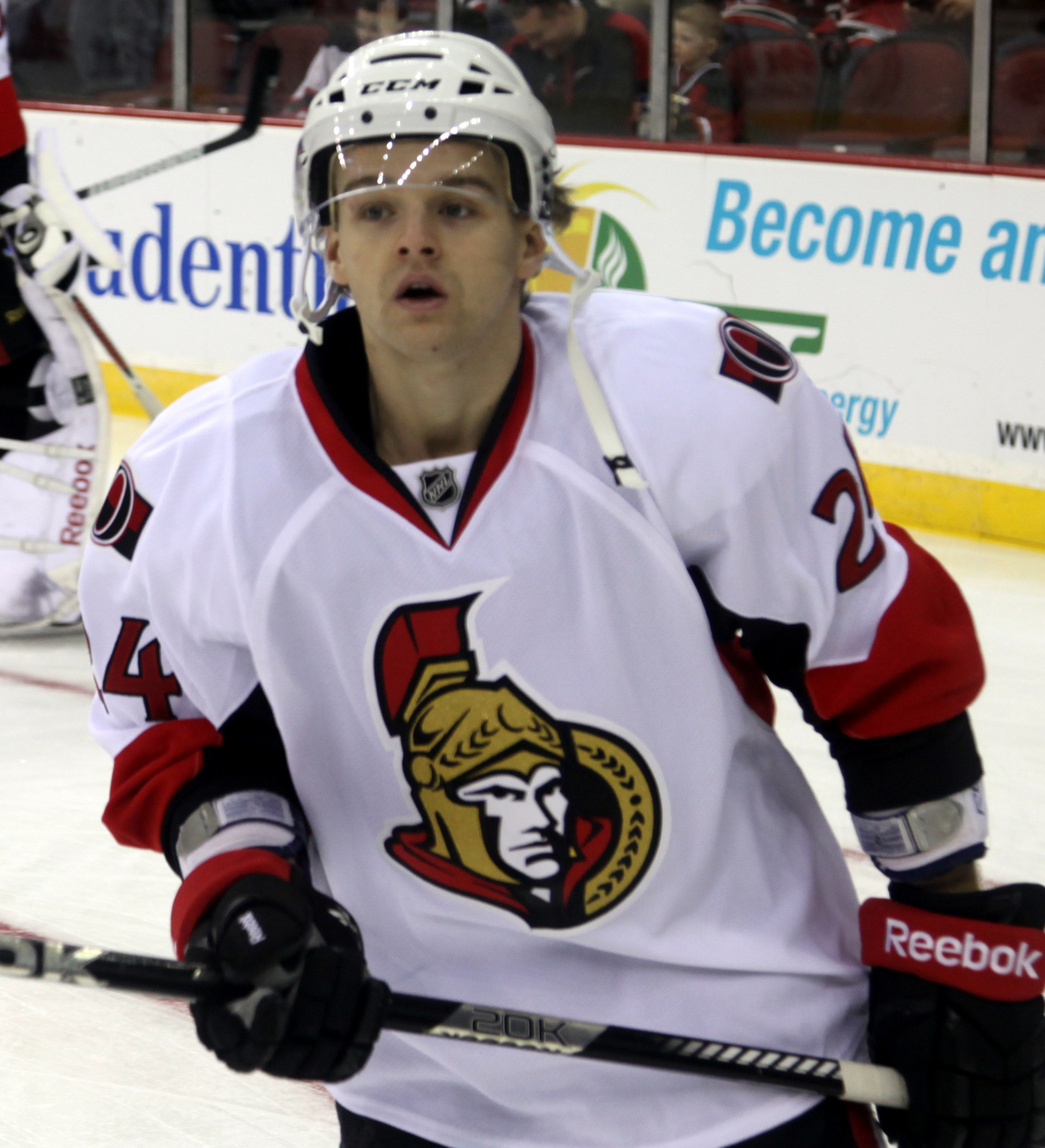
Der heutige KHL-Stürmer Stéphane da Costa ist mit 23 Toren Rekordtorjäger des französischen Nachwuchses.

Die französische U20-Eishockeynationalmannschaft nahm zur WM 1979 den Spielbetrieb auf, als sie in Caen das Turnier der B-Weltmeisterschaft ausrichtete und dort lediglich durch eine 4:5-Niederlage nach Penaltyschießen im Endspiel gegen die Schweiz den Aufstieg in die A-Gruppe verpasste. Bis einschließlich 1998 deckte die U20-Nationalmannschaft den kompletten Juniorenbereich bei den Weltmeisterschaften ab, während die U19-Nationalmannschaft an den Junioren-Europameisterschaften teilnahm. Seit der Einführung der U18-Weltmeisterschaften 1999 vertritt die U20-Nationalmannschaft Frankreichs bei Weltmeisterschaften ausschließlich die Leistungsstufe der U20-Junioren.
Bis zum Abstieg in die C-Gruppe 1985 spielte die Mannschaft durchgängig in der B-Gruppe der Weltmeisterschaften. Bereits im Folgejahr gelang durch einen 4:3-Erfolg im entscheidenden Spiel gegen Dänemark der Sieg beim Heimturnier in Gap und damit die Rückkehr in die Zweitklassigkeit. Dort spielten die Franzosen dann bis 2001, als ihnen Punktgleichheit durch einen 2:1-Erfolg im direkten Vergleich gegen die gastgebende deutsche Auswahl erstmals der Aufstieg in die Top-Division gelang, in der sich das Team nach einem 0:1 im Tie Breaker gegen Belarus aber nicht halten konnte und daher ab 2003 wieder in der zweitklassigen Division I antreten musste. Nach dem 2010 lediglich der letzte Platz in der Division I erreicht wurde, erstmals nach zweieinhalb Jahrzehnten wieder in die Drittklassigkeit ab. Aber erneut gelang die sofortige Rückkehr in die angestammte Division I, in der die Franzosen nun seit 2012 erneut auf dem Eis stehen und zwischen der A- und der B-Gruppe pendeln.

## WM-Platzierungen
- 1979: 2. Platz, B-WM
- 1980: 7. Platz, B-WM
- 1981: 8. Platz, B-WM
- 1982: 5. Platz, B-WM
- 1983: 5. Platz, B-WM
- 1984: 6. Platz, B-WM
- 1985: 8. Platz, B-WM
- 1986: 1. Platz, C-WM
- 1987: 5. Platz, B-WM
- 1988: 5. Platz, B-WM
- 1989: 6. Platz, B-WM
- 1990: 5. Platz, B-WM
- 1991: 2. Platz, B-WM
- 1992: 4. Platz, B-WM
- 1993: 5. Platz, B-WM
- 1994: 3. Platz, B-WM
- 1995: 5. Platz, B-WM
- 1996: 7. Platz, B-WM
- 1997: 3. Platz, B-WM
- 1998: 6. Platz, B-WM
- 1999: 7. Platz, B-WM
- 2000: 3. Platz, B-WM
- 2001: 1. Platz, Div. I
- 2002: 10. Platz
- 2003: 4. Platz, Div. I
- 2004: 3. Platz, Div. I
- 2005: 4. Platz, Div. I
- 2006: 4. Platz, Div. I
- 2007: 4. Platz, Div. I
- 2008: 5. Platz, Div. I
- 2009: 3. Platz, Div. I
- 2010: 6. Platz, Div. I
- 2011: 1. Platz, Div. II
- 2012: 1. Platz, Div. IB
- 2013: 6. Platz, Div. IA
- 2014: 3. Platz, Div. IB
- 2015: 4. Platz, Div. IB
- 2016: 1. Platz, Div. IB
- 2017: 3. Platz, Div. IA
- 2018: 4. Platz, Div. IA
- 2019: 6. Platz, Div. IA
- 2020: 2. Platz, Div. IB
- 2021: keine Austragung
- 2022: 1. Platz, Div. IB
- 2023: 3. Platz, Div. IA
- 2024: 2. Platz, Div. IA